# Upper Austria Ladies Linz
L'Upper Austria Ladies Linz è un torneo femminile di tennis che si gioca a Linz in Austria.
Fa parte della categoria WTA 500, si gioca sul cemento indoor dei campi del Design Center. 
Nel 2020 è stato il primo torneo totalmente WTA ad usare l'"Hawk-eye live" una versione avanzata del sistema di chiamata delle palle e del fallo di piede.
L'edizione del 2022 non è stata giocata perché il torneo ha subito una piccola rivoluzione, cambiando data di svolgimento, ritornando alla data di febbraio che aveva negli anni 1991-98, per avere una entry list più stabile e con atlete di caratura e più in forma rispetto alla data abituale di fine anno, ed ha cambiato anche sede del torneo, spostandosi al Design Center. Il torneo è organizzato da Sandra e Peter-Michael Reichel, la prima è anche direttrice del torneo, mentre il secondo è rappresentante europeo nel direttivo WTA.

## Storia
È il secondo torneo indoor più antico nel circuito WTA. Nato come ITF $10,000 nella cittadina austriaca di Wels dove si disputarono le prime quattro edizioni, il torneo si trasferì a Linz nel 1991 su campi in tappeto indoor dove si giocava nel mese di febbraio fino al 1998, mentre successivamente venne spostato a fine calendario fino all'edizione 2021. Si gioca su cemento indoor dal 2001. 
Inizialmente venne riconosciuto come un torneo WTA di categoria Tier V per le edizioni 1992 e 1993, poi come Tier III nelle edizioni dal 1993 al 1997. Nel 1998 diventa Tier II fino al 2009, anno in cui passerà alla categoria WTA International. Dal 2021 fa parte della nuova categoria istituita, WTA 250. Dal 2024 viene elevato di categoria, passando a WTA 500.

## Albo d'oro

### Singolare
| Anno   | Categoria     | Campionessa                   | Finalista                  | Punteggio           |
| ------ | ------------- | ----------------------------- | -------------------------- | ------------------- |
| 1987   | ITF $10,000   | Barbara Paulus                | Denisa Krajčovičová        | 6–2, 6–2            |
| 1988   | ITF $10,000   | Eva Švíglerová                | Marion Maruska             | 6–3, 6–1            |
| 1989   | Non disputato | Non disputato                 | Non disputato              | Non disputato       |
| 1990 1 | ITF $10,000   | Marion Maruska                | Karin Kschwendt            | 3–6, 6–1, 6–4       |
| 1990 2 | ITF $10,000   | Monika Kratochvílová          | Katharina Bueche           | 7–5, 6–3            |
| 1991   | Tier V        | Manuela Maleeva-Fragnière (1) | Petra Langrová             | 6–4, 7–6(1)         |
| 1992   | Tier V        | Natalija Medvedjeva           | Pascale Paradis-Mangon     | 6–4, 6–2            |
| 1993   | Tier III      | Manuela Maleeva-Fragnière (2) | Conchita Martínez          | 6–2, 1–0 rit.       |
| 1994   | Tier III      | Sabine Appelmans (1)          | Meike Babel                | 6–1, 4–6, 7–6(3)    |
| 1995   | Tier III      | Jana Novotná (1)              | Barbara Rittner            | 6(6)–7, 6–3, 6–4    |
| 1996   | Tier III      | Sabine Appelmans (2)          | Julie Halard               | 6–2, 6–4            |
| 1997   | Tier III      | Chanda Rubin                  | Karina Habšudová           | 6–4, 6–2            |
| 1998   | Tier II       | Jana Novotná (2)              | Dominique Monami Van Roost | 6–1, 7–6(2)         |
| 1999   | Tier II       | Mary Pierce                   | Sandrine Testud            | 7–6(2), 6–1         |
| 2000   | Tier II       | Lindsay Davenport (1)         | Venus Williams             | 6–4, 3–6, 6–2       |
| 2001   | Tier II       | Lindsay Davenport (2)         | Jelena Dokić               | 6–4, 6–1            |
| 2002   | Tier II       | Justine Henin                 | Alexandra Stevenson        | 6–3, 6–0            |
| 2003   | Tier II       | Ai Sugiyama                   | Nadia Petrova              | 7–5, 6–4            |
| 2004   | Tier II       | Amélie Mauresmo               | Elena Bovina               | 6–2, 6–0            |
| 2005   | Tier II       | Nadia Petrova                 | Patty Schnyder             | 4–6, 6–3, 6–1       |
| 2006   | Tier II       | Marija Šarapova               | Nadia Petrova              | 7–5, 6–2            |
| 2007   | Tier II       | Daniela Hantuchová            | Patty Schnyder             | 6–4, 6–2            |
| 2008   | Tier II       | Ana Ivanović (1)              | Vera Zvonarëva             | 6–2, 6–1            |
| 2009   | International | Yanina Wickmayer              | Petra Kvitová              | 6–3, 6–4            |
| 2010   | International | Ana Ivanović (2)              | Patty Schnyder             | 6–1, 6–2            |
| 2011   | International | Petra Kvitová                 | Dominika Cibulková         | 6–4, 6–1            |
| 2012   | International | Viktoryja Azaranka            | Julia Görges               | 6–3, 6–4            |
| 2013   | International | Angelique Kerber              | Ana Ivanović               | 6–4, 7–6(6)         |
| 2014   | International | Karolína Plíšková             | Camila Giorgi              | 6(4)–7, 6–3, 7–6(4) |
| 2015   | International | Anastasija Pavljučenkova      | Anna-Lena Friedsam         | 6–4, 6–3            |
| 2016   | International | Dominika Cibulková            | Viktorija Golubic          | 6–3, 7–5            |
| 2017   | International | Barbora Strýcová              | Magdaléna Rybáriková       | 6–4, 6–1            |
| 2018   | International | Camila Giorgi                 | Ekaterina Aleksandrova     | 6–3, 6–1            |
| 2019   | International | Cori Gauff                    | Jeļena Ostapenko           | 6–3, 1–6, 6–2       |
| 2020   | International | Aryna Sabalenka               | Elise Mertens              | 7–5, 6–2            |
| 2021   | WTA 250       | Alison Riske                  | Jaqueline Cristian         | 2–6, 6–2, 7–5       |
| 2022   | Non disputato | Non disputato                 | Non disputato              | Non disputato       |
| 2023   | WTA 250       | Anastasija Potapova           | Petra Martić               | 6–3, 6–1            |
| 2024   | WTA 500       | Jeļena Ostapenko              | Ekaterina Aleksandrova     | 6–2, 6–3            |
| 2025   | WTA 500       | Ekaterina Aleksandrova        | Dajana Jastrems'ka         | 6-2, 3-6, 7-5       |

### Doppio
| Anno   | Categoria     | Campionesse                                    | Finaliste                                | Punteggio         |
| ------ | ------------- | ---------------------------------------------- | ---------------------------------------- | ----------------- |
| 1987   | ITF $10,000   | Petra Hentschl Eva Maria Schuerhoff            | Barbara Paulus Petra Ritter              | 6–4, 6–4          |
| 1988   | ITF $10,000   | Marion Maruska Petra Ritter                    | Cristina Casini Katarzyna Nowak          | 6–3, 6–4          |
| 1989   | Non disputato | Non disputato                                  | Non disputato                            | Non disputato     |
| 1990 1 | ITF $10,000   | Alexia Dechaume Pascale Paradis                | Hana Fukarková Denisa Krajčovičová       | 6–3, 6–2          |
| 1990 2 | ITF $10,000   | Regina Chaldková Monika Kratochvílová          | Birgit Arming Doris Bauer                | 6–4, 6–4          |
| 1991   | Tier V        | Manuela Maleeva-Fragnière Raffaella Reggi      | Petra Langrová Radka Zrubáková           | 6–4, 1–6, 6–3     |
| 1992   | Tier V        | Monique Kiene Miriam Oremans                   | Claudia Porwik Raffaella Reggi-Concato   | 6–4, 6–2          |
| 1993   | Tier III      | Evgenija Manjukova (1) Leila Meskhi (1)        | Conchita Martínez Judith Polzl Wiesner   | walkover          |
| 1994   | Tier III      | Evgenija Manjukova (2) Leila Meskhi (2)        | Åsa Svensson Caroline Schneider          | 6–2, 6–2          |
| 1995   | Tier III      | Meredith McGrath (1) Nathalie Tauziat (1)      | Iva Majoli Petra Schwarz-Ritter          | 6–1, 6–2          |
| 1996   | Tier III      | Manon Bollegraf Meredith McGrath (2)           | Rennae Stubbs Helena Suková              | 6–4, 6–4          |
| 1997   | Tier III      | Alexandra Fusai Nathalie Tauziat (2)           | Eva Melicharová Helena Vildová           | 4–6, 6–3, 6–1     |
| 1998   | Tier II       | Alexandra Fusai (2) Nathalie Tauziat (3)       | Anna Kurnikova Larisa Neiland            | 6–3, 3–6, 6–4     |
| 1999   | Tier II       | Irina Spîrlea Caroline Vis                     | Tina Križan Larisa Neiland               | 6–4, 6–3          |
| 2000   | Tier II       | Amélie Mauresmo Chanda Rubin                   | Ai Sugiyama Nathalie Tauziat             | 6–4, 6–4          |
| 2001   | Tier II       | Jelena Dokić (1) Nadia Petrova (1)             | Els Callens Chanda Rubin                 | 6–1, 6–4          |
| 2002   | Tier II       | Jelena Dokić (2) Nadia Petrova (2)             | Rika Fujiwara Ai Sugiyama                | 6–3, 6–2          |
| 2003   | Tier II       | Liezel Horn Huber (1) Ai Sugiyama (1)          | Marion Bartoli Silvia Farina Elia        | 6–1, 7–6(6)       |
| 2004   | Tier II       | Janette Husárová Elena Lichovceva              | Nathalie Dechy Patty Schnyder            | 6–2, 7–5          |
| 2005   | Tier II       | Gisela Dulko Květa Peschke (1)                 | Conchita Martínez Virginia Ruano Pascual | 6–2, 6–3          |
| 2006   | Tier II       | Lisa Raymond Samantha Stosur                   | Corina Morariu Katarina Srebotnik        | 6–3, 6–0          |
| 2007   | Tier II       | Cara Black Liezel Huber (2)                    | Katarina Srebotnik Ai Sugiyama           | 6–2, 3–6, [10–8]  |
| 2008   | Tier II       | Katarina Srebotnik (1) Ai Sugiyama (2)         | Cara Black Liezel Huber                  | 6–4, 7–5          |
| 2009   | International | Anna-Lena Grönefeld (1) Katarina Srebotnik (2) | Klaudia Jans-Ignacik Alicja Rosolska     | 6–1, 6–4          |
| 2010   | International | Renata Voráčová Barbora Záhlavová-Strýcová     | Květa Peschke Katarina Srebotnik         | 7–5, 7–6(6)       |
| 2011   | International | Marina Eraković Elena Vesnina                  | Julia Görges Anna-Lena Grönefeld         | 7–5, 6–1          |
| 2012   | International | Anna-Lena Grönefeld (2) Květa Peschke (2)      | Julia Görges Barbora Záhlavová-Strýcová  | 6–3, 6–4          |
| 2013   | International | Karolína Plíšková Kristýna Plíšková            | Gabriela Dabrowski Alicja Rosolska       | 7–6(6), 6–4       |
| 2014   | International | Raluca Olaru Anna Tatišvili                    | Annika Beck Caroline Garcia              | 6–2, 6–1          |
| 2015   | International | Raquel Kops-Jones Abigail Spears               | Andrea Hlaváčková Lucie Hradecká         | 6–3, 7–5          |
| 2016   | International | Kiki Bertens (1) Johanna Larsson (1)           | Anna-Lena Grönefeld Květa Peschke        | 4–6, 6–2, [10–7]  |
| 2017   | International | Kiki Bertens (2) Johanna Larsson (2)           | Natela Dzalamidze Xenia Knoll            | 3–6, 6–3, [10–4]  |
| 2018   | International | Kirsten Flipkens Johanna Larsson (3)           | Raquel Kops-Jones Anna-Lena Grönefeld    | 4–6, 6–4, [10–5]  |
| 2019   | International | Barbora Krejčíková Kateřina Siniaková          | Barbara Haas Xenia Knoll                 | 6–4, 6–3          |
| 2020   | International | Arantxa Rus Tamara Zidanšek                    | Lucie Hradecká Kateřina Siniaková        | 6–3, 6–4          |
| 2021   | WTA 250       | Natela Dzalamidze (1) Kamilla Rachimova        | Wang Xinyu Zheng Saisai                  | 6–4, 6–2          |
| 2022   | Non disputato | Non disputato                                  | Non disputato                            | Non disputato     |
| 2023   | WTA 250       | Natela Dzalamidze (2) Viktória Kužmová         | Anna-Lena Friedsam Nadiia Kičenok        | 4–6, 7–5, [12–10] |
| 2024   | WTA 500       | Sara Errani Jasmine Paolini                    | Nicole Melichar-Martinez Ellen Perez     | 7–5, 4–6, [10–7]  |
| 2025   | WTA 500       | Tímea Babos Luisa Stefani                      | Ljudmyla Kičenok Nadiia Kičenok          | 3-6, 7-5, [10-4]  |